# Claude Farrère
  Claude Farrère    (6è arrondissement de Lió, 27 d'abril de 1876 - 5è districte de París, 21 de juny de 1957) (pseudònim de Frédéric Charles Pierre Édouard Bargone) fou un oficial de marina i escriptor francès.

## Biografia

### Carrera militar
Claude Farrère va cursar els seus estudis secundaris a l'institut Thiers de Marsella i després a l' institut de Toulon. Seguint els passos del seu pare, un coronel de l'infanteria colonial, passà a estudiar a l'Escola Naval el 1894.
Assignat primer al creuer Vautour localitzat a la costa llevantina, prengué part en les campanyes a China en el context de la presa de Guangzhouwan entre 1897 i 1899, que li valgueren ascendir al rang d'alferes naval el 1899. Enviat a Turquia entre 1902 i 1904, fou ascengut a lloctinent el 1906.
Serví a l'exèrcit francés durant la Primera Guerra Mundial.Primer fou enviat al vaixell Bouvet, on una malaltia evità que l'abordés i li salvà la vida quan el vaixell s'enfonsà el 1915. Formà part d'un batalló d'artilleria que lluità a la batalla de Malmaison. Arribant al rang de capità, i havent rebut la Croix de Guerre, es retirà del servei militar el 1919 per desavinençes amb la gestió de l'armada.

### Carrera literària
El talent de Farrère li valgué un premi Goncourt l' any 1905 per Les Civilisés. Escriu principalment novel·les d'èxit, però també relats de viatges, obres marítimes i assaigs d'actualitat internacional, inspirant-se en la seva experiència i en els seus viatges. Era amic de Pierre Louÿs i Pierre Benoit (en la companyia del qual va tenir un petit accident d'automòbil el 7 d'octubre de 1929) i tenia una gran estima per Pierre Loti.
Es va interessar especialment per Turquia, que va visitar múltiples vegades a partir de 1902, i sobretot pel Japó, il·lustrat per un dels seus primers llibres, La bataille que té lloc al Japó, a Nagasaki, el 1905, abans de la batalla de Tsushima entre les flotes japonesa i russa. També va escriure una col·lecció de contes fantàstics, L'Autre Côté. El 1906, va publicar L'Homme qui assassina (amb il·lustracions de Ch. Atamian).

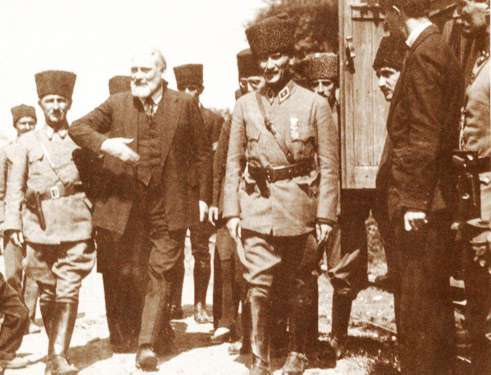
Claude Farrère visitant Atatürk a Izmit el 1922.

Va donar suport a l' Imperi Otomà durant les guerres dels Balcans, després al moviment kemalista durant la Guerra d' Independència de Turquia.
El 6 de maig de 1932, Claude Farrère va assistir al saló anual d'escriptors veterans a l'Hôtel Salomon de Rothschid, a París. Mentre parlava amb el president de la República, Paul Doumer, que va venir a inaugurar l'acte, aquest fou disparat dos vegades i morí l'endemà a la matinada. Claude Farrère, ell mateix tocat al braç,havia intentat desestabilitzar el tirador.
El 1933, es va unir al comitè francès per a la protecció dels intel·lectuals jueus perseguits; demanà també a França d'acollir els jueus que fugen d'Alemanya, tant en nom de la generositat com en nom de l'interès públic,comparant-ho amb com Alemanya havia acollit els protestants francesos després de la revocació de l'Edicte de Nantes.

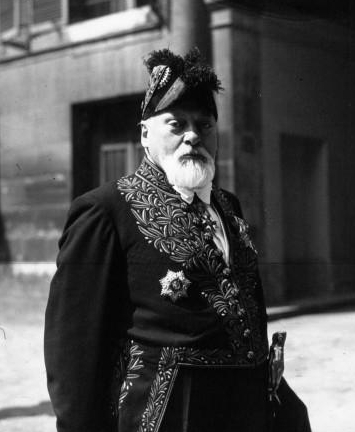
Claude Farrère amb el vestit oficial de l'Acadèmia Francesa.

Durant el període d'entreguerres, col·labora amb Le Flambeau, el diari de la Croix-de-feu; es va unir a aquesta associació el novembre de 1932. Posteriorment, publicà a Le Petit Journal, òrgan del Partit Social francès, que es feia càrrec de la successió política de la Croix-de-feu.
Claude Farrère va ser elegit membre de l'Acadèmia francesa el 28 de març de 1935. Guanya el seu competidor, Paul Claudel, per cinc vots per succeir a Louis Barthou al seient 28.
Éssent ja un escriptor de prestigi, Fàrrere va fer una estada a Espanya durant la Guerra Civil, donant suport als sublevats. El diari falangista F.E. es feu ressò de la seva visita a l'editorial l'octubre de 1937, i va escriure articles propagandístics per a la premsa dels sublevats. Va arribar a tenir una entrevista amb Franco i va escriure el seu llibre Visite aux Espagnols sobre les seves experiències.
Després de la Segona Guerra Mundial va formar part del comitè d'honor de l'Associació per Defendre la Memòria del Mariscal Pétain.
Va morir a l'hospital Val-de-Grâce; està enterrat al cementiri de Sainte-Foy-lès-Lyon amb la seva dona.